# Tavoliere (gioco)

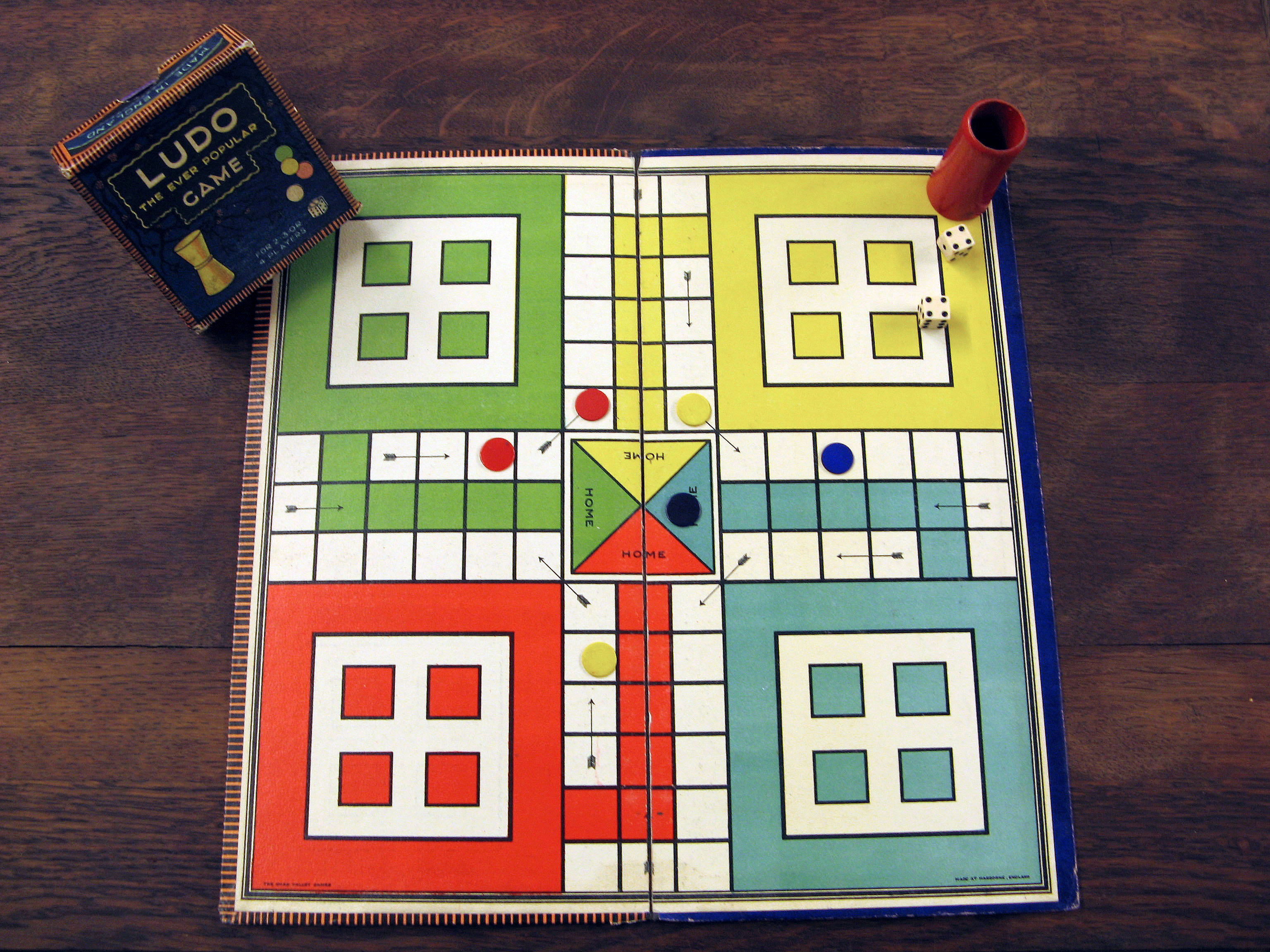
Tavoliere di una delle prime edizioni di Ludo.

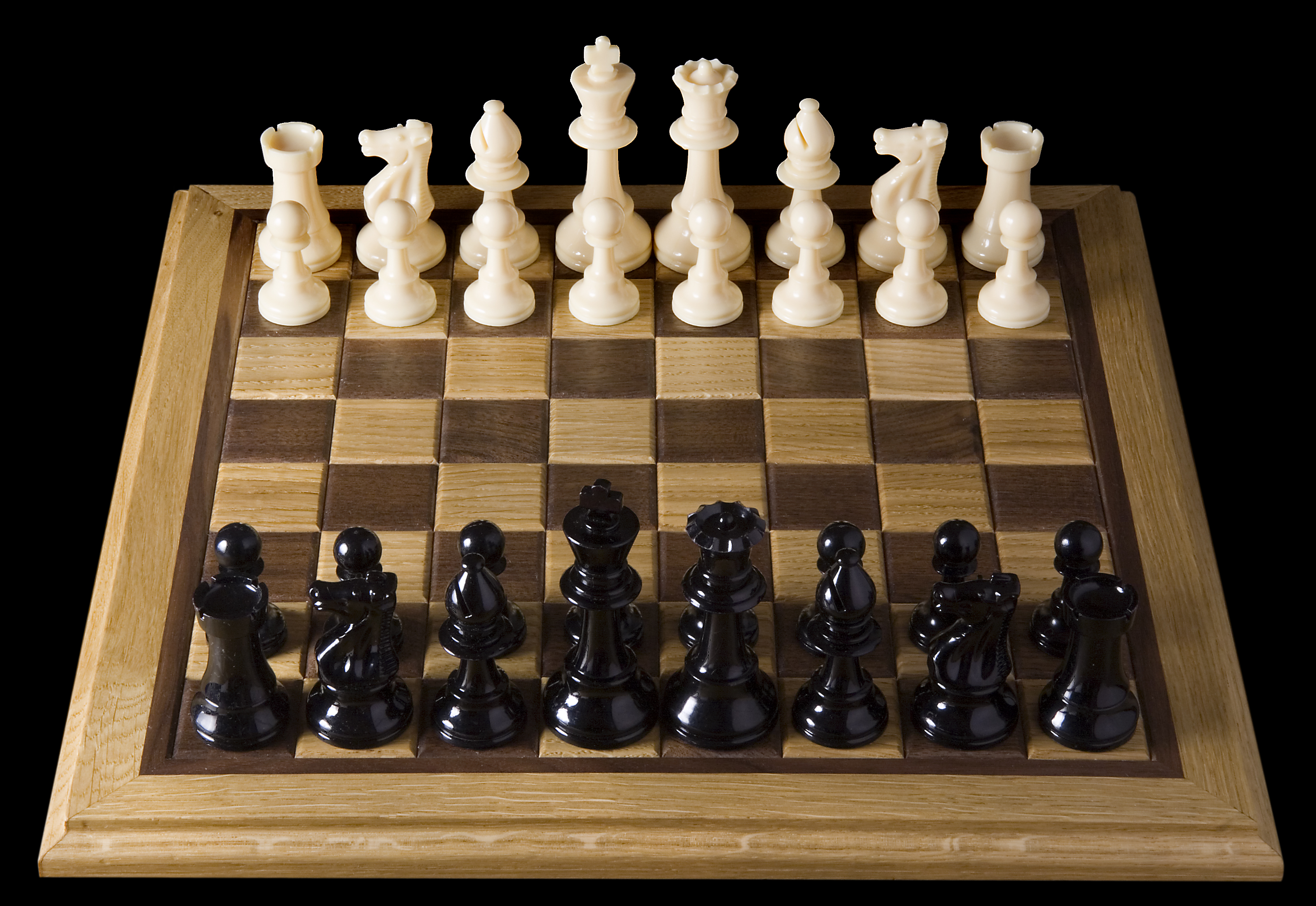
Una scacchiera.

Il tavoliere è un tavolo o un ripiano destinato a un gioco.
In particolare, un tavoliere può essere una tavoletta, un tabellone, una plancia, un piano, un foglio di gioco caratterizzato da riquadri, confini, linee, caselle, suddivisioni, simboli, figure, frecce e scritte destinato ad un particolare gioco.
Su un tavoliere si gioca con pedine, biglie, pioli o dadi. Per estensione con giochi di tavoliere si indicano in senso ristretto i giochi astratti, oppure si amplia il significato ad includere genericamente anche i giochi da tavolo purché dotati di un tavoliere su cui muovere i pezzi.
Esso è fisicamente realizzato in materiali quali legno, materie plastiche o con pietre lavorate.
È detta tavoliere anche la schermata di controllo base per videogiochi.
Alcuni esempi di tavolieri destinati a giochi noti hanno nomi particolari: la scacchiera (per giocare a scacchi), la damiera (per giocare a Dama) e il goban (per giocare a Go).